# Let L 410
Il Let L 410 Turbolet è un aereo da trasporto a corto raggio, prodotto dal costruttore ceco Let Kunovice e impiegato principalmente per il servizio passeggeri. L'L-410 volò per la prima volta nel 1969 e con più di 1 100 esemplari costruiti è il più popolare aeromobile della sua categoria.

## Storia del progetto
Lo sviluppo dell'L 410 fu varato negli anni sessanta da Let Kunovice nell'allora Cecoslovacchia. La compagnia aerea sovietica Aeroflot stava cercando un valido sostituto con motori a turbina dell'Antonov An-2, demandando la progettazione a Let. Dopo alcuni studi preliminari su un apparecchio denominato L-400, fu prodotta una nuova versione chiamata L-410 Turbolet. Il primo prototipo, designato XL-410, spiccò il volo il 16 aprile 1969. A causa di un ritardo nella progettazione del motore ceco Walter M601 il prototipo e la prima serie furono equipaggiati con due Pratt & Whitney Canada PT6A-27.
Quando il propulsore fu finalmente disponibile, esso fu montato accoppiato alle eliche tripale Avia V508, sancendo così la nascita della versione L-410M.
L'ultimo membro della famiglia dell'L-410 è l'L-420 che adotta i motori Walter M601F oppure GE Aviation Н80-200.
Dei più di 1.100 modelli prodotti ne rimangono in attività all'incirca 500. La maggior parte di questi fu consegnata all'ex Unione Sovietica e in seguito rivenduta, specialmente a linee aeree africane, asiatiche e sudamericane. Quaranta velivoli operano in tutta Europa a scopi commerciali o per il paracadutismo. Un numero imprecisato vola ancora in Russia e nei Paesi ex comunisti.
Il Turbolet può decollare e atterrare da piste di lunghezza limitata e/o prive di pavimentazione.

### La versione UVP
Menzione a parte merita la versione L 410UVP, a sua volta suddivisa in varie sottoserie in base alle caratteristiche costruttive e di certificazione e che è, inoltre, la più diffusa. Originariamente commissionata dall'Aeroflot, l'UVP dispone di una superficie alare e dei piani di coda incrementata, conferendo all'aeroplano caratteristiche STOL. Altre caratteristiche salienti della versione sono le eliche a cinque pale Avia V510, il carrello d'atterraggio retrattile, i sistemi elettrici funzionanti a 28 V ⎓ e il sistema di sghiacciamento.
Il peso massimo al decollo e il numero dei passeggeri trasportabili varia, rispettivamente, dai 6400 kg e 15 posti dell'UVP standard ai 6600 kg e 17/19 posti delle sottoserie UVP-E9 e UVP-E20. La versione UVP è certificata per poter effettuare voli IFR e per atterraggi con ILS CAT I anche in caso di ghiaccio.
Il primo volo dell'UVP ha avuto luogo nel 1984 e la produzione è partita due anni più tardi.

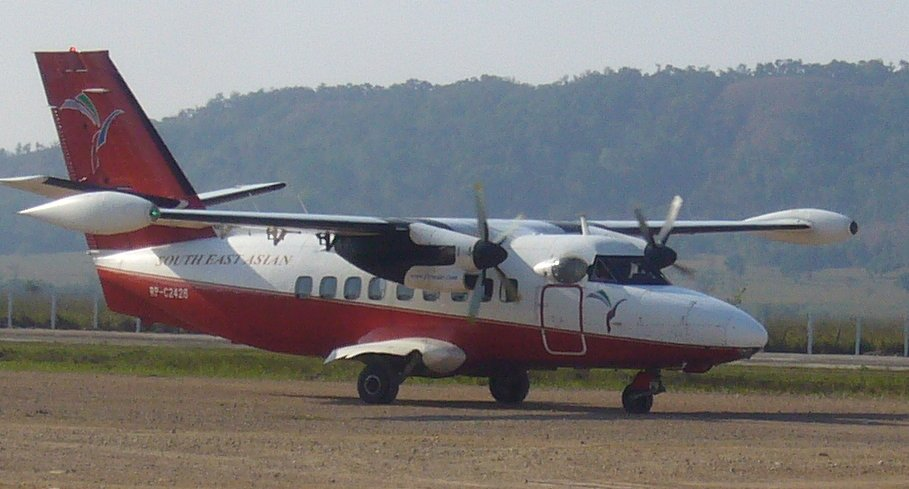
Let L 410UVP-E al Francisco Reyes Airport di Busuanga, Filippine.

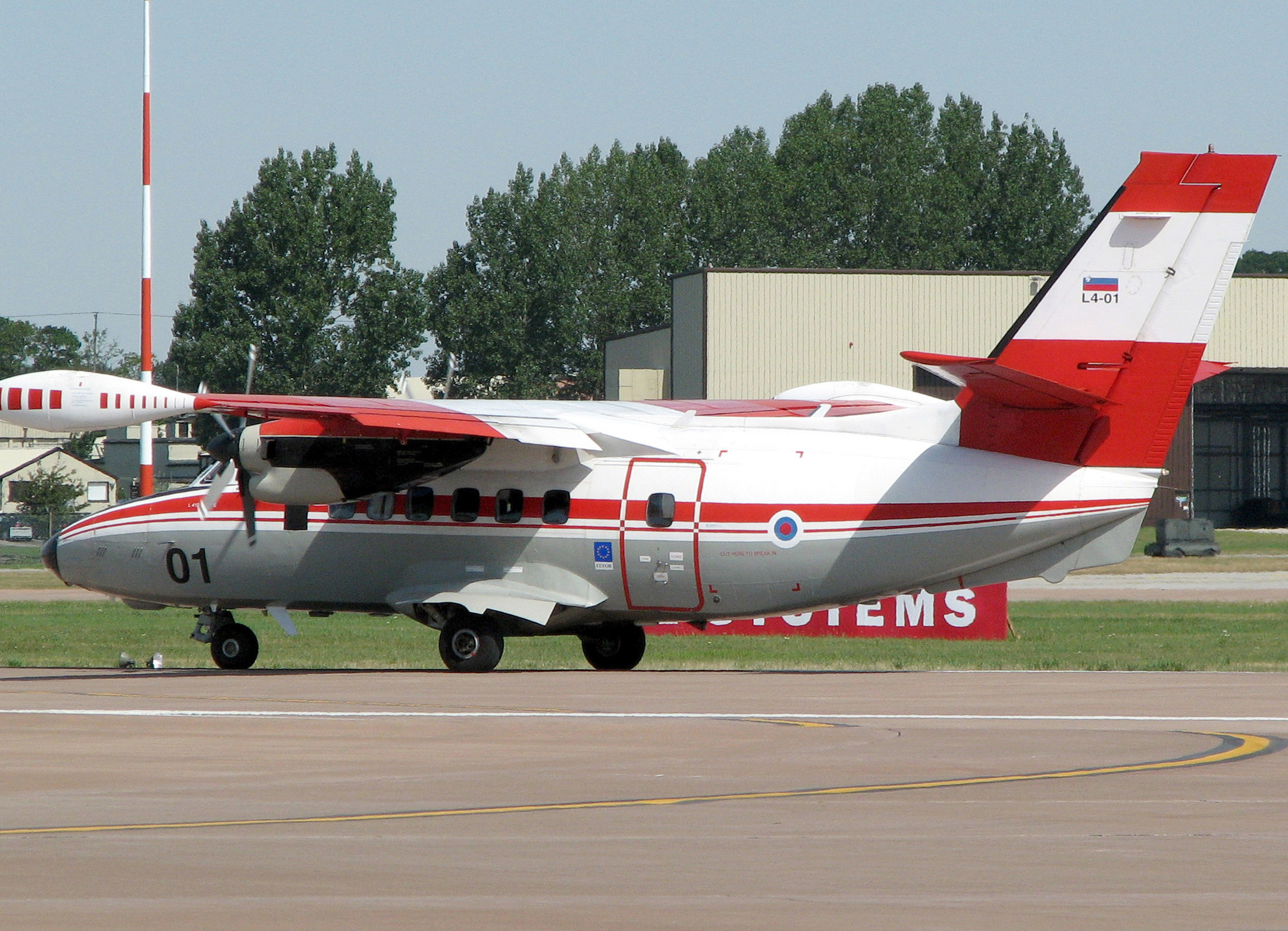
Let L 410UVP-E dell'aeronautica militare slovena a Fairford, Regno Unito, il 17 luglio 2006.

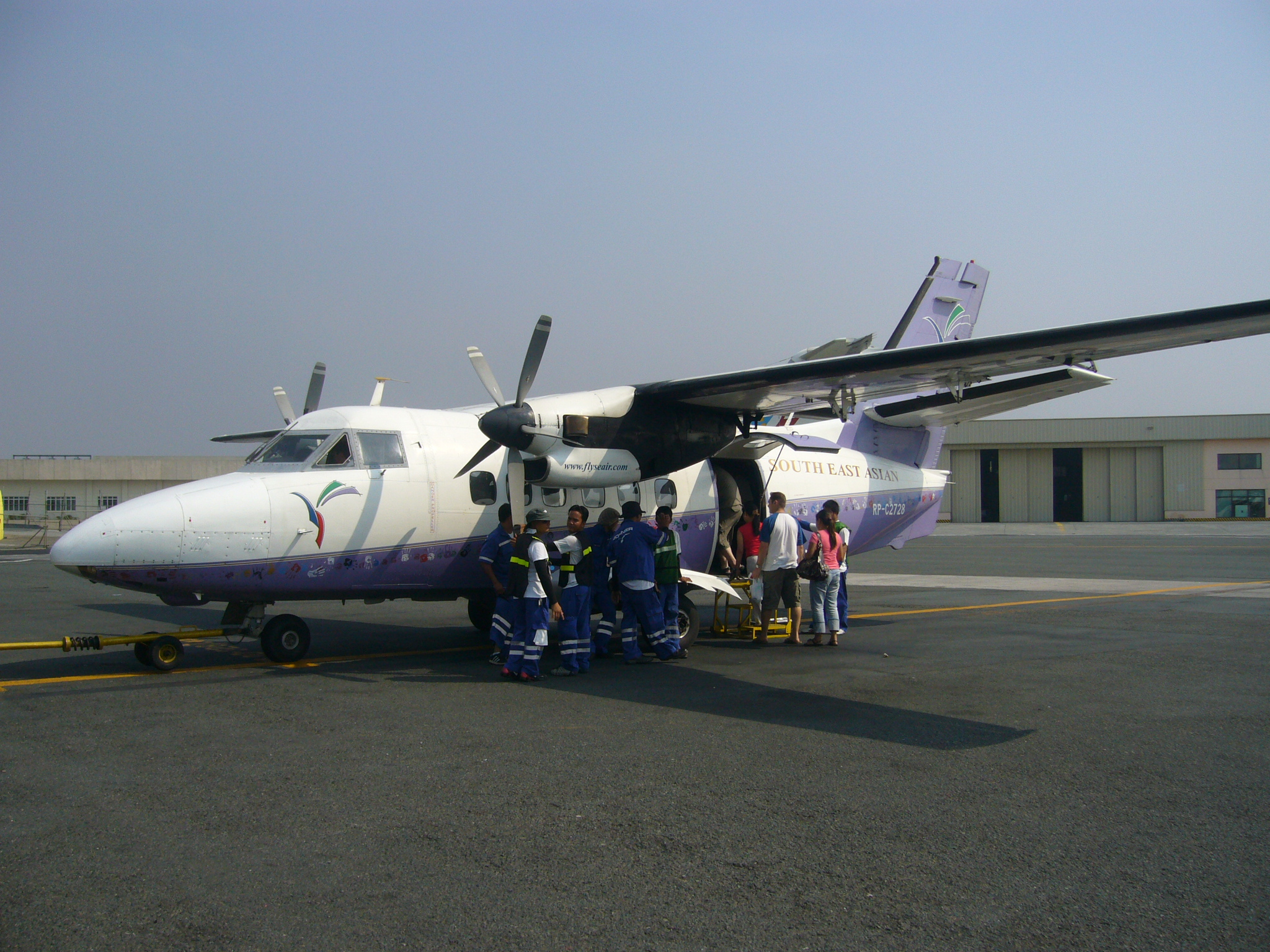
Let L 410UVP-E della SEAir a Manila, aprile 2007.

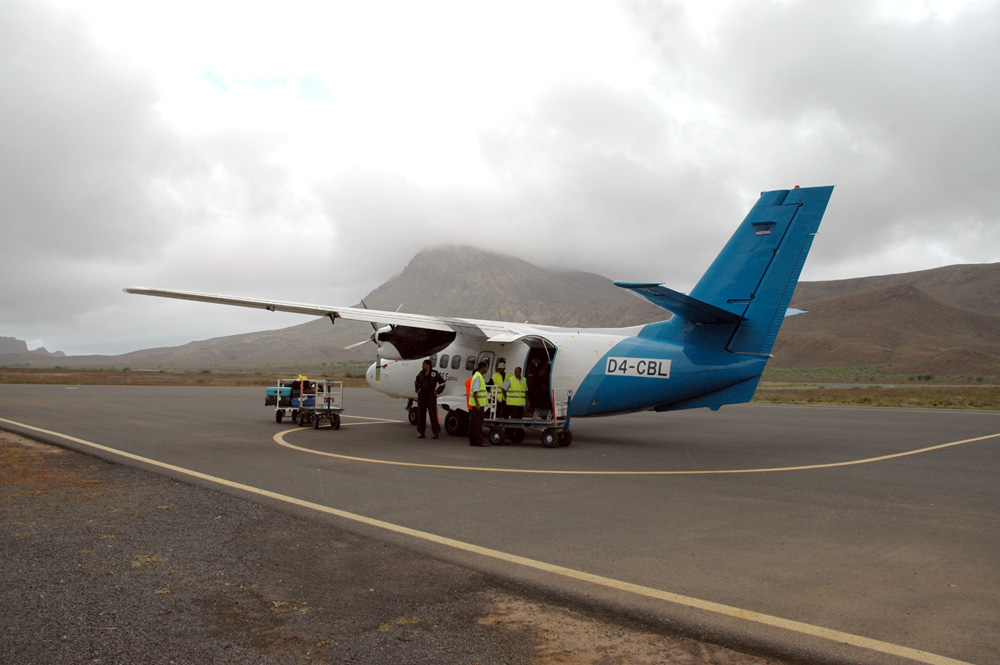
Let L 410 appartenente alla Cabo Verde Express a Capo Verde, novembre 2005.

## Versioni
L 410
Prototipo replicato in tre unità.
L 410A
Prima serie con turboeliche Pratt & Whitney PT6A-27. 12 unità costruite.
L 410AB
Versione con eliche quadripale.
L 410AF
Versione per fotografie aeree destinata all'Ungheria.
L 410AG
Come sopra, ma con equipaggiamento modificato.
L 410AS
Aereo di prova consegnato in numero di cinque all'URSS.
L 410FG
Versione per la fotogrammetria.
L 410M
Seconda serie con motori Walter M601A.
L 410AM
Versione con propulsori migliorati M601B, conosciuta anche come L-410MA o L-410MU.
L 410UVP
Terza serie, dotata di superfici alari e di coda maggiorate per conferire caratteristiche STOL e di altre migliorie (UVP è il corrispettivo in lingua russa di "short take-off and landing").
L 410UVP-S
Versione con interno a salone dell'UVP e portello di entrata modificato.
L 410UVP-E
UVP modificati con l'adozione dei motori M601E, eliche a cinque pale e serbatoi ausiliari di carburante sulle estremità delle ali.
L 410T
Versione da trasporto dell'UVP con porta di carico di maggiori dimensioni (1,25 x 1,46 m). Può caricare sei barelle e un medico, 12 paracadutisti oppure 1.000 kg di merci in container.
L 420
Simile all'L-410UVP-E ma equipaggiato con i nuovi M601F.
L 410UVP-E20
UVP motorizzati con GE Aviation Н80-200 oppure Walter M601E attualmente in produzione negli impianti della Aircraft Industries (acquisita dalla russa Oboronprom nel 2014).
L 410NG
L 410UVP-E20 profondamente modernizzato con la partecipazione della russa Oboronprom denominato L 410 Next Generation Il prototipo L 410NG ha effettuato il primo volo il 29 luglio 2015.

## Utilizzatori

### Civili
Ad agosto 2006 313 L 410 rimanevano in servizio di linea. I principali operatori includono:
 Algeria
- Air Express Algeria

 Brasile
- NHT Linhas Aéreas (6)
- SOL Linhas Aéreas (2)
- TEAM Linhas Aéreas (3)

 Filippine
- Southeast Asian Regional Center for Graduate Study and Research in Agriculture (9)
- South East Asian Airlines (7)

 Georgia
- Vanilla Sky (1)[8]

 Guatemala
- Transportes Aereos Guatemaltecos (2)

 Haiti
- Tortug' Air (3)

 Honduras
- Atlantic Airlines de Honduras (10)

 Italia
- Silver Air Italia
- MiniLiner

 Isola di Man
- Citywing (3)

 Nepal
- Goma Air (2)

 Russia
- 2º Distaccamento Aereo Unito di Arcangelo (4)
- Aist-M Airclub (1)
- Chabarovsk Airlines (3)
- Jamal Airlines (2)
- Kazan Air Enterprise (2)
- Komiaviatrans (4)
- KrasAvia (5)
- Orenburg Airport (7)
- PANH (2)
- Petropavlovsk Kamčatskij Air Enterprise (5)
- Polar Airlines (4)
- UHCAS (5)[9]
- Uktus-Avia (1)

 Senegal
- Air Senegal

8 L-410NG ordinati, con i primi due esemplari consegnati il 25 marzo 2024.
 Sudafrica
- Solenta Aviation (7)

 Ucraina
- Rivne Universal Avia (13)

Altre 111 compagnie circa operano i restanti velivoli in quantità ridotta.

#### Passati

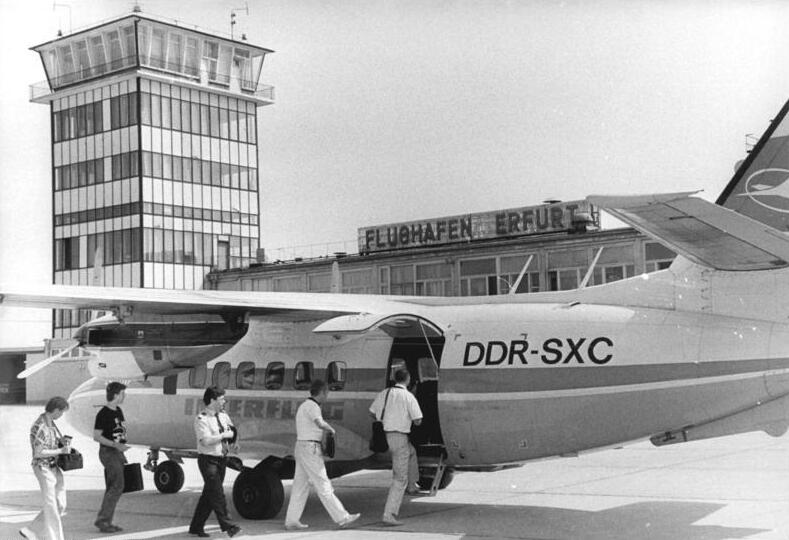
L'L 410 marche DDR-SXC della compagnia aerea tedesco orientale Interflug all'aeroporto di Erfurt, 1990.

Cecoslovacchia
- Slov-Air

 Germania Est
- Interflug

 Unione Sovietica
- Aeroflot

### Governativi
Kazakistan
- Ministry of Emergency Situations

4 L-410NG ordinati a marzo 2024.
 Polonia
- Lotnictwo Straż Graniczna

2 L-410UVP-E20 ordinati a gennaio 2019. Consegnati a novembre 2020. Ulteriori 2 L-410UVP-E20 ordinati il 28 maggio 2024.

### Militari
Bangladesh
- Bangladesh Biman Bahini

3 L-410UVP-200 consegnati a partire dal 2015, e tutti in servizio al febbraio 2021.
 Bulgaria
- Bălgarski Voennovăzdušni sili

 Capo Verde
- Força Aérea Caboverdiana

1 LET-410UVP consegnato ed in organico al dicembre 2017.
 Rep. Ceca
- Vzdušné síly armády České republiky

2 L-410FG e 6 tra L-410UVP/UVP-E/UVP-T in servizio al gennaio 2018.
 Colombia
- Fuerza Aérea Colombiana

 Comore
- Comore Air Force

2 LET-410UVPE-20 consegnati, 1 in servizio all'agosto 2018.
 Gibuti
- Force Aérienne du Djibouti

1 L 410UVP-E20 consegnato ed in servizio al dicembre 2020.
 Estonia
- Corpo aereo delle guardie di frontiera estoni

 Honduras
- Fuerza Aérea Hondureña

3 L 410 ordinati 2 consegnati ed in servizio all'agosto 2021.
 Indonesia
 Kazakistan
- Forza di difesa aerea della Repubblica del Kazakistan

2 L-410NG consegnati il 4 dicembre 2023.
 Lettonia
- Latvijas Gaisa spēki

2 L-410UVP(T) consegnati e non più in servizio al settembre 2022.
 Libia
- Al-Quwwat al-Jawwiyya al-Libiyya

 Lituania
- Karinės Oro Pajėgos

2 Let-410 in servizio all'agosto 2020.
 Mozambico
- Força Aérea de Moçambique

1 L-410UVP-E20 di seconda mano aggiornato dalla sudafricana Paramount Group, e consegnato il 15 novembre 2022.
 Russia
- Voenno-vozdušnye sily Rossijskoj Federacii

 Slovacchia
- Vzdušné sily Slovenskej republiky

6 tra L-410UVP-T, L-410FG, L-410UVP-E14, L-410UVP-E20 in servizio al marzo 2019.
 Slovenia
- Vojaško Letalstvo in Zracna Obramba Slovenske Vojske

 Tunisia
- Al-Quwwat al-Jawwiyya al-Jamahiriyya al-Tunisiyya

5 L-410 in servizio al giugno 2020.
 Ungheria

#### Passati
Cecoslovacchia
- Češkoslovenske Vojenske Letectvo

 Germania Est
- Luftstreitkräfte und Luftverteidigung der Deutschen Demokratischen Republik

 Repubblica Srpska
- Aeronautica militare della Repubblica Srpska

 Unione Sovietica
- Sovetskie Voenno-vozdušnye sily

## Incidenti rilevanti
- 6 agosto 1977: un L-410AF si schianta nel Lago Balaton mentre vola radente alla sua superficie.[36][37]
- 12 settembre 2001: un L-410UVP-E dell'Aero Ferinco con a bordo alcuni membri dell'Università di Washington precipita nella giungla dello Stato messicano dello Yucatán. Muoiono tutti gli occupanti.[38]
- 2 giugno 2005: un L-410UVP-E della Transportes Aereos Guatemaltecos (matr. TG-TAG) con 17 passeggeri a bordo precipita nei pressi di Zacapa, Guatemala, nel tentativo di tornare all'aeroporto di partenza dopo il manifestarsi di un'avaria. Tutti gli occupanti sopravvivono.[39][40]
- 30 ottobre 2005, un Let L-410UVP-E19A Turbolet della Trade Air, matr. 9A-BTA, precipita pochi minuti dopo il decollo dall'aeroporto di Bergamo-Orio Al Serio. Muoiono tutti e tre gli occupanti. La visibilità era ridotta per nebbia.
- 31 marzo 2006: il volo TEAM 6865 precipita presumibilmente tra le città di Saquarema e Rio Bonito, in Brasile, causando la morte degli occupanti.[41][42]
- 21 giugno 2007: un L-410UVP della Karibu Airways precipita subito dopo il decollo da Kamina, R. D. del Congo. Muore uno dei 22 passeggeri.[43]
- 24 settembre 2007: un L-410UVP, operato da Free Airlines ma appartenente a Karibu Airways, si schianta in fase di atterraggio nei pressi di Malemba Nkulu, R. D. del Congo, provocando la morte di uno dei piloti e il ferimento di cinque passeggeri.[44]
- 8 ottobre 2007: un L-10UVP-E10A con 15 soldati e tre membri dell'equipaggio cade a Cerro Bravo, Colombia. Muoiono tutti gli occupanti.[45][46]
- 4 gennaio 2008: un L-410UVP-E della Transaven (matr. YV2081) con a bordo dodici passeggeri, in gran parte turisti italiani, lancia un SOS mentre si trova a 3.000 piedi d'altitudine nei pressi di Los Roques, Venezuela, denunciando il blocco di entrambi i motori[47][48]. La vicenda non fu chiarita che nel 2013 (il relitto inizialmente individuato dalle autorità locali non corrispondva all'aereo ceco[49]) quando una nave oceanografica statunitense trovò il relitto a poche miglia dall'arcipelago[50].

- 10 maggio 2012: un L-410UVP, marche UR-SKD, utilizzato dalla Ukrainska Shkola Pilotov, è caduto in un campo vicino al piccolo aeroporto di Borodjanka, in Ucraina, a causa del maltempo, con forte pioggia e raffiche di vento. A bordo 20 persone, 17 allievi paracadutisti e 3 persone di equipaggio; 5 sono morte.[51]
- 20 agosto 2015: due L-410 si sono scontrati in volo sopra il paese di Červený Kameň, in Slovacchia, causando la morte di 7 persone.
- 10 ottobre 2021: un L-410 Turbolet (matricola RF-94591), appartenente alla Società di volontariato per l'assistenza all'Esercito, all'Aviazione e alla Marina russa, precipita in Tatarstan (Russia). Delle 22 persone a bordo, 15 muoiono.

### Aerei derivati
- Let L-610

### Aerei comparabili
- Antonov An-28
- Beechcraft 1900
- Britten-Norman Trislander
- Handley Page Jetstream
- De Havilland Canada DHC-6 Twin Otter
- Dornier Do 228 (1981 - 1998)
- Embraer EMB 110 Bandeirante
- Evektor EV-55 Outback
- Fairchild Swearingen Metroliner
- Harbin Y-12
- PZL Mielec M28
- Short SC.7 Skyvan
- Technoavia Rysachok